# نیشیتا گوسوامی
نیشیتا گوسوامی (به انگلیسی: Nishita Goswami) (زاده ۱۹ اکتبر ۱۹۸۲) بازیگر هندی است.
از کارهای معروف او می‌توان به بازی در فیلم کاپیتان اشاره کرد.